# 関真由美
関 真由美（せき まゆみ、1985年8月15日 - ）は、福岡県出身のフリーアナウンサー。
身長155cm。2008年4月から2013年3月までは、アナウンサーとして山口朝日放送に勤務していた。

## 来歴
学習院大学文学部卒業後の2008年4月に、アナウンサーとして山口朝日放送に入社（同期は八木ひとみ、現キャスト・プラス所属）。
2013年3月で山口朝日放送を退社し、関西地方を拠点にフリーアナウンサーとしての活動を開始。同年9月より松竹芸能に所属。
2014年に結婚し、2017年4月より産休に入る。2017年5月1日、長男出産。2017年5月31日、松竹芸能退社。

## 担当番組

### これまでの出演
- Jチャンやまぐち（山口朝日放送在籍時、2009年春 - 2013年春）
- eo光ニュースK（eo光テレビ） - キャスター
- コープ元気マガジン（J:COM） - リポーター
- ラジオで遊ぼう!winners☆（ラジオ大阪）
- 近畿JA食農教育特番 食と農を楽しく学ぶ! （KBS京都テレビ）
- 大阪大空襲特番（eo光テレビ） - リポーター
- 歴史秘話ヒストリア（NHK総合テレビ） - ナビゲーター
- 全国高等学校野球選手権兵庫大会（ベイコムチャンネル） - リポーター
- ベイエリア 釣り紀行（ベイコムチャンネル）
- 角座演芸アワー〜道頓堀から生放送!〜（ラジオ関西） - アシスタント
- 藤本敦士のDASH宣言!（MBSラジオ） - アシスタントオーディションにファイナリスト（6名→2名）まで残るも、山口朝日放送の2年後輩にあたる市川いずみに敗れる。
- やのぱんのお得でイチバン!!（ABCラジオ）
- 時間です!林編集長（ラジオ関西） - 月・火曜アシスタント
  - 歌声は風にのって - 月・火曜パーソナリティ（『時間です!林編集長』に内包）
- 三上公也の情報アサイチ!（ラジオ関西） - 月・火曜アシスタント
- 競馬ノススメ（ラジオ関西）

## イベント
- 神戸マラソン - 2013年よりフィニッシュブースDJ